# 京都正教會

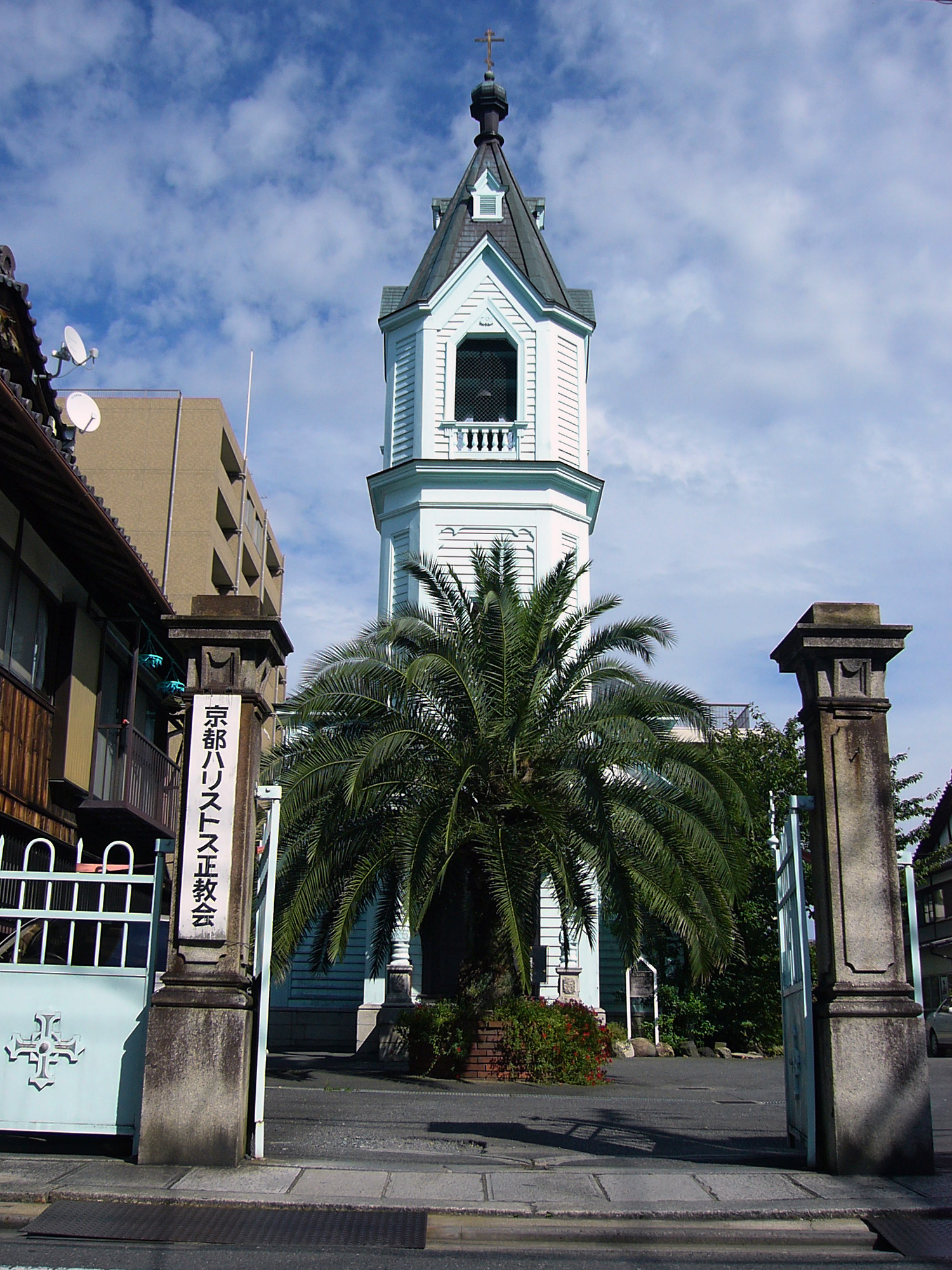
正門前

京都正教會（日语：京都ハリストス正教会）是一座位於日本京都府京都市中京區東正教日本正教會的教堂，也是日本正教會西日本主教教區的主教座堂，是日本正教會現存教堂中歷史最古老的俄羅斯拜占庭式正教會教堂。

## 外部連結
- 正教京都九州
- 京都ハリストス正教会・生神女福音聖堂 （页面存档备份，存于）